# Židovský hřbitov ve Velkém Pěčíně
Židovský hřbitov ve Velkém Pěčíně se nachází v lese napravo od staré silnice na Myslůvku při žlutě značené turistické stezce. Je chráněn jako kulturní památka České republiky.
Jeho zřízení bylo povoleno v 17. století ve spojení se známým židovským osídlením v Telči, od níž je vzdálen přibližně 6 km na jih. Dodnes se zde dochovalo kolem 150 náhrobních kamenů, z nichž nejstarší pochází z roku 1655, a zrekonstruovaná průchozí kamenná márnice. Pohřby se zde konaly do roku 1879. Poškozen byl nejen nacisty za okupace v době 2. světové války, (zdroj) ale také utrpěl vandalismem na počátku 21. století. Je volně přístupný. (zdroj)